# 第六感之吻
《第六感之吻》為Disney+於2022年5月25日起播出的原創韓國影集，改編自2019年3月到9月期間連載於Naver Series的同名人氣網路小說，也是Disney+投資製作的第三部原創韓劇。由《Oh My Baby》、《隧道》、《Voice3》的南基勳導演與《Radio Romance》的全有利編劇合作打造，講述擁有一接吻就能看到未來的第六感超能力的洪藝述（徐智慧 飾），不小心吻了五感能力為常人10倍、工作上嚴格刻薄的上司車敏豪（尹啟相 飾）後，看到兩人的19禁未來而展開了火辣又驚險的超感官浪漫喜劇。
Disney+自5月25日起全球獨家上線，分級為12+，每週三下午3時（UTC+8）更新兩集。

## 演員陣容

### 主要人物
| 演員                                  | 角色   | 介紹 |
| 尹啟相 （童年：文佑鎮）               | 車敏豪 | 「製宇企劃」企劃一組組長 他是獲得大韓民國廣告大獎的最佳能力者，以出色的五感讀出先兆的超敏銳廣告之神。「五感」的視覺、聽覺、嗅覺、味覺、觸覺敏銳度為普通人的10倍以上，與眾不同的非凡能力造就出他的獨特，對副手洪藝述來說是最嚴苛的上司。業界稱他為「廣告之神」、「車神」，被看好是「製宇企劃」最年輕的常務候選人。                         |
| 徐智慧 （童年：李蔎娥、 幼童：李洛恩) | 洪藝述 | 「製宇企劃」企劃一組廣告客戶執行（AE） 企劃一組的王牌，車敏豪強力提拔的左右手，也是個無可救藥的工作狂。她擁有神奇的第六感能力，只要嘴脣碰到對方身體就能看到未來，雖然不知道這個能力是怎麼產生的，但可以肯定的是她所看到的未來是「絕對會發生」的……不料某一天一不小心吻上她作夢都不想跟他有所牽連的車敏豪，不可置信的看見兩人十九禁的未來。 |
| 金知碩                                | 李畢約 | 電影導演 以電影《荷璐》在電影節上橫掃獎項，受國際肯定、屈指可數的天才導演。他是洪藝述的前男友，以獲獎後一定會向洪藝述求婚的承諾為名，分手三年後帶著獎座回到韓國，謝絕媒體業界的衆多邀請，選擇和洪藝述工作的「製宇企劃」合作。雖然一心想和藝述復合，但緊貼在藝述現在和未來中的車敏豪，成為他最礙眼的強勁對手。                             |

### 車敏豪周邊人物
| 演員                   | 角色   | 介紹 |
| 李周妍 （童年：李河妍) | 吳智英 | 頂級女演員 在社群上傳一張照片就能造成話題的火紅人物。和敏豪像家人般一起長大的關係，卻一心愛慕他。                           |
| 太仁鎬                 | 吳承澤 | 大韓大學醫院內科醫生 車敏豪的高中同學，也是無話不談的至交。                                                                 |
| 李漢偉                 | 吳京洙 | 精神病學教授、吳智英的爸爸 車敏豪兒時發病後的主治醫師。待車敏豪如子，熟知他身心歷程，長期研究改善他五感過度敏銳的治療方式。 |

### 洪藝述周邊人物
| 演員                    | 角色   | 介紹                                                             |
| 金佳恩                  | 潘胡雨 | 和洪藝述同住的表妹，是學霸級的人物，對時間運用有自己的詮釋方式。 |
| 金姬貞 （青年：孫恩書） | 金思羅 | 畫家、洪藝述的媽媽                                               |
| 李東健                  | 洪成俊 | 廣告導演。洪藝述的爸爸                                           |
| 嚴孝燮 （青年：林智圭） | 金海鎮 | 洪藝述和潘胡雨常光顧的「順其自然酒館」（Que Sera Sera Bar）老闆  |

### 製宇企劃
| 演員   | 角色   | 部門     | 介紹                                                                               |
| 朴成根 |        | 副代表   | 「製宇企劃」副代表 賞識並極力提拔車敏豪的關鍵人物                                  |
| 曹熙奉 |        | 企劃總監 | AS (Account Supervisor)，業務總監 車敏豪直屬上司                                   |
| 金基斗 | 姜尚久 | 企劃一組 | AE，次長 一直被後輩超越的萬年次長，卻樂於當他們的後盾。 和趙善熙、廉景石同期入社。 |
| 金美秀 | 金敏熙 | 企劃一組 | AE，主任 洪藝述的直屬指導後輩。具有洞悉他人心思的天生敏銳度。                      |
| 尹正勳 | 金羅馬 | 企劃一組 | 新進實習員工 企劃一組的老么，喜歡拍攝影片，是個有人氣的Youtuber。                  |
| 金才禾 | 趙善熙 | 企劃二組 | 組長 車敏豪的指導前輩，也是敏豪和藝述的前部門主管。 和廉景石、姜尚久同期入社。     |
| 柳正浩 | 廉景石 | 製作一組 | CD (Creative Director)創意總監、組長 和趙善熙、姜尚久同期入社。經常刁難洪藝述。    |
| 黃寶羅 | 張嚴智 | 製作一組 | AD，藝術總監 和洪藝述同期到職，是社內至親。                                        |

### 製宇企劃廣告客戶
| 演員   | 品牌名稱   | 職務   | 介紹 |
| 全鎮基 | Billy寢具  | 本部長 |      |
| 柳承穆 | 莫匹思汽車 | 理事   |      |
| 尹鍾元 | 皮亞傑     | 代表   |      |

### 其他人物
| 演員   | 角色   | 介紹                                 |
| 宣惠京 | 尹代理 | 穿紅洋裝在「製宇企劃」大廳摔跤的女人 |
| 李鉉   |        | 「製宇企劃」打掃阿姨                 |
| 李承哲 |        | 遊民                                 |
| 文學鎮 | 金承赫 | 大韓大學醫院住院醫師                 |
| 李承熙 | 金俊浩 | 大韓大學醫院住院醫師                 |
| 李鎮蓀 |        | 大韓大學醫院急診室醫師               |
| 金昌煥 |        | 吳智英的經紀人                       |
| 朴承兒 |        | 吳智英的工作人員1                    |
| 安吉拉 |        | 吳智英的工作人員2                    |
| 鄭拉爾 | 劉PD   | 電影公司宣傳PD                       |
| 金敏中 | 金尹修 | 阿米諾工作室助理導演                 |
| 金泰善 |        | 阿米諾工作室工作人員1                |
| 金藝智 |        | 阿米諾工作室工作人員2                |
| 金基男 | 梁基南 | 中大門警察局重案二組刑警             |
| 李鍾九 |        | 諾耶育幼院院長、神父                 |

### 特別演出
| 演員   | 角色   | 介紹                                      |
| 呂會鉉 | 李斗俊 | 咖啡廳員工                                |
| 金重基 |        | 主編，影片剪輯師                          |
| 韓東浩 |        | 洪藝述的前男友1                           |
| 鄭乾柱 |        | 洪藝述的前男友2                           |
| 朴秉恩 |        | 「愛釣魚同好會」會員                      |
| 全慧彬 |        | 「愛釣魚同好會」會員                      |
| 李宰旭 |        | 電影《荷璐》男主角                        |
| 金賽綸 | 荷璐   | 電影《荷璐》女主角                        |
| 李美度 | Lisa   | 車敏豪、吳智英熟識的知名服裝設計師        |
| 白昇熙 | 恩靜   | 李畢約和洪藝述的大學學姊                  |
| 金光植 | 徹龍   | 金思羅的男友，廚師                        |
| 高俊   |        | 吳智英拍攝的電視劇《Kiss and Love》男主角 |
| 金相浩 |        | 廣告導演                                  |

## 原聲帶
- Part.1（發行日期：2022年5月25日）

| 曲序 | 曲目                               | 演唱 | 时长 |
| ---- | ---------------------------------- | ---- | ---- |
| 1.   | 아메리카노 같아 넌（My Americano） | Yuju | 3:22 |
| 2.   | 아메리카노 같아 넌（Inst.）        |      | 3:22 |

- Part.2（發行日期：2022年6月1日）

| 曲序 | 曲目                                       | 演唱 | 时长 |
| ---- | ------------------------------------------ | ---- | ---- |
| 1.   | 가질 수 없어도（Even If I Can′t Have You） | Zia  | 3:54 |
| 2.   | 가질 수 없어도（Inst.）                    |      | 3:54 |

- Part.3（發行日期：2022年6月5日）

| 曲序 | 曲目                      | 演唱           | 时长 |
| ---- | ------------------------- | -------------- | ---- |
| 1.   | Kiss Sixth Sense          | 李俊華(이준화) | 2:55 |
| 2.   | Kiss Sixth Sense（Inst.） |                | 2:55 |

- Part.4（發行日期：2022年6月8日）

| 曲序 | 曲目             | 演唱  | 时长 |
| ---- | ---------------- | ----- | ---- |
| 1.   | Fantasy          | Suran | 3:22 |
| 2.   | Fantasy（Inst.） |       | 3:22 |

- Part.5（發行日期：2022年6月11日）

| 曲序 | 曲目                        | 演唱 | 时长 |
| ---- | --------------------------- | ---- | ---- |
| 1.   | 유 메이크 미（You Make Me） | 雄山 | 3:40 |
| 2.   | 유 메이크 미（Inst.）       |      | 3:40 |

- Part.6（發行日期：2022年6月15日）

| 曲序 | 曲目                  | 演唱    | 时长 |
| ---- | --------------------- | ------- | ---- |
| 1.   | Stay With Me          | Grizzly | 3:23 |
| 2.   | Stay With Me（Inst.） |         | 3:23 |

- Part.7（發行日期：2022年6月22日）

| 曲序 | 曲目                         | 演唱   | 时长 |
| ---- | ---------------------------- | ------ | ---- |
| 1.   | Give You Everything          | 羅允權 | 4:24 |
| 2.   | Give You Everything（Inst.） |        | 4:24 |

- Part.8（發行日期：2022年6月26日）

| 曲序 | 曲目                 | 演唱             | 时长 |
| ---- | -------------------- | ---------------- | ---- |
| 1.   | Here We Are          | Jaeyeon(of SWAY) | 4:11 |
| 2.   | Here We Are（Inst.） |                  | 4:11 |

- Part.9（發行日期：2022年6月29日）

| 曲序 | 曲目                                     | 演唱   | 时长 |
| ---- | ---------------------------------------- | ------ | ---- |
| 1.   | 그게 잘 안돼（No Matter How Hard I Try） | 金到姬 | 3:26 |
| 2.   | 그게 잘 안돼（Inst.）                    |        | 3:26 |

- Disney+原創戲劇《第六感之吻》原聲帶特別專輯2022年7月2日在韓國線上音樂網站發布，共有41首曲目，包括32首原創配樂曲目，由曾為《太陽的後裔》、《雲畫的月光》、《夫妻的世界》》等多部熱門電視劇負責音樂的音樂總監螞蟻一手統籌，與Devin聯手打造。[3]

## 分集
| 集數 | 導演   | 編劇   | 上線日期      | 片長   |
| --- | ------ | ------ | ------------- | ------ |
| 1 | 南基勳 | 全有利 | 2023年5月25日 | 69分鐘 |
| 製宇企劃企劃一組王牌洪藝述企劃專員是個職場女強人。雖然在迅速升職的過程中暗地裡被嫉妒和牽制，但讓她最為苦惱的就只有她的指導前輩車敏豪組長。藝述 想在自己第一次擔任專案經理的比利床墊廣告企劃中向敏豪展現自己的實力，不料卻證明了其他能力，就是當嘴唇觸碰到他人身體就能預見未來的能力。              |        |        |               |        |
| 2 | 南基勳 | 全有利 | 2023年5月25日 | 68分鐘 |
| 看見自己會和敏豪在床上裸身相對、翻來覆去並熱情擁吻的未來，藝述實在無法相信自己會和那傢伙上床。對此感到驚訝的藝述否認了自己的能力，並集中精神在比利企劃中。但未來如命運般襲來，藝述為了再次確認難以置信的未來而試著與敏豪接吻。                                                                     |        |        |               |        |
| 3 | 南基勳 | 全有利 | 2023年6月1日  | 69分鐘 |
| 想要偷親敏豪的藝述被當場逮到。表妹胡雨說車敏豪喜歡藝述，使得藝述開始留心他的一舉一動。再加上敏豪的手無意間觸碰到藝述的嘴唇，使她看見敏豪會在即將到來的創立紀念派對上拿出戒指向她告白。但告白的那瞬間讓藝述十分驚訝。                                                                               |        |        |               |        |
| 4 | 南基勳 | 全有利 | 2023年6月1日  | 67分鐘 |
| 藝述藉著醉意向敏豪坦白自己看到他們未來會上床，但敏豪不信。惱火的藝述便說會證明自己的能力。另一方面，她的前男友畢約也以導演身份參與了企劃一組開始進行的莫匹思企劃。藝述被夾在畢約與敏豪當中，但他們倆之間的氣氛卻不太尋常。                                                                         |        |        |               |        |
| 5 | 南基勳 | 全有利 | 2023年6月8日  | 67分鐘 |
| 敏豪相信了藝述的能力，並跟她說今天可以上床，只不過有但書。藝述最後沒聽到是何種條件就回家了，隔天得知後，她心亂如麻。藝述為了避開敏豪而答應要跟畢約約會，但畢約的問題卻讓她更苦惱。 |        |        |               |        |
| 6 | 南基勳 | 全有利 | 2023年6月8日  | 64分鐘 |
| 敏豪從闖空門的小偷手中救了藝述。藝述心想他怎麼每次都能及時出現，也很疑惑他們的未來為何看起來都如此幸福。而後莫匹思企劃上出了新車設計外流的紕漏，藝述負起全責，被降職到企劃二組。十分掛心藝述的畢約和敏豪打起了心理戰，並喝得酩酊大醉。藝述不得已把敏豪帶回自己家，她也想再次確認那難以置信的未來。 |        |        |               |        |
| 7 | 南基勳 | 全有利 | 2023年6月15日 | 66分鐘 |
| 我們真的在交往嗎？敏豪的態度和之前沒有絲毫改變。兩人不知不覺朝著飯店前進，並簽下關於彼此接吻和肢體接觸的刺激且性感的合約。藝述的臨危不亂讓她再度回歸莫匹思的企劃，沒想到這時有越了解敏豪就越發現他性感的一面，並懷疑自己是心動了。另一方面，畢約發現了藝述和敏豪私下簽的合約。                     |        |        |               |        |
| 8 | 南基勳 | 全有利 | 2023年6月15日 | 68分鐘 |
| 畢約曉得自己能看見未來，藝述因此陷入混亂，並回想起他們離別的種種。兩人當初分手是因為藝述看見畢約和另一個女人幸福生活的未來。她開始懷疑那是自己的誤會。 莫匹思的廣告在濟州島開始進行拍攝，四人之間夾雜著誤會，氣氛變得微妙。此時有輛轎車尾隨著落單的藝述。                                          |        |        |               |        |
| 9 | 南基勳 | 全有利 | 2023年6月22日 | 66分鐘 |
| 敏豪再次救了藝述，藝述照顧著敏豪，但他卻說出了荒誕的自白。他只要和人接吻就會昏倒，但是和藝述接吻 就沒事。藝述聽了之後對敏豪感到更加好奇。 藝述對敏豪進行測試，但是敏豪接著坦白的事更加荒誕。兩人決定對彼此不再有所隱瞞，敏豪卻瞞著藝述前往警察局，藝述則去和畢約見了面。                           |        |        |               |        |
| 10 | 南基勳 | 全有利 | 2023年6月22日 | 69分鐘 |
| 藝述和敏豪共度親密的夜晚，對彼此的能力和傷痛有了更深的了解也更加親近。藝述為了兩人的辦公室戀情提出"五感戀愛企劃書"。刺激的辦公室戀情讓兩人的關係更加火熱。然而敏豪的初戀卻讓藝述十分介意。藝述為了聽見敏豪說出某句話而做出各種可愛的事。當她再度親吻敏豪的瞬間卻看見了她最不願見到的未來。         |        |        |               |        |
| 11 | 南基勳 | 全有利 | 2023年6月29日 | 69分鐘 |
| 藝述看見未來後大受打擊。長久以來在藝述身邊徘徊的影子開始靠近並威脅她和思羅。藝述和敏豪逐一拼湊未來的線索，在敏豪追蹤犯人的同時，藝述為了保護敏豪而出發前往最後一次約會。第一次想改變未來的藝述在熟悉的地方醒來，她看見某個人後驚訝不已。並且回想起她所遺忘的那天所有記憶。                         |        |        |               |        |
| 12 | 南基勳 | 全有利 | 2023年6月29日 | 75分鐘 |
| 藝述恢復了記憶。她照顧敏豪直到他再次醒來，可是敏豪卻遺忘了一切，兩人的能力也隨之消失。六個月後，不再有特殊能力的兩人談著平凡的戀愛。但結局簡直一團糟，別說什麼命運了，只有不斷爭吵和分分合合，他們還能繼續相愛嗎？                                                                                 |        |        |               |        |

## 其他記事
- 本劇為尹啟相和徐智慧第二度合作，第一次合作為2004年播出的SBS水木連續劇《嫂嫂19歲》，當時扮演相隔3分鐘出生、不停吵架的異卵雙胞胎兄妹[4][5]。該劇為尹啟相由偶像轉戰演員的首部電視劇作品，時年20歲的徐智慧也僅第二次拍攝電視劇，17年後再度合作，接受東森新聞線上訪問時，兩人對當年互相青澀的模樣留下深刻回憶。[6][7]
- 演員金美秀於拍攝期間驟逝，劇組一度取消拍攝行程，當時距離殺青僅餘不到兩週，本劇成為其最後作品。[8][9]
- 2022年5月24日尹啟相在SBS NOW廣播節目《朴河宣的Cinetown （页面存档备份，存于）》與朴河宣閒聊時表示，本劇拍攝之初與前作《犯罪拼圖》拍攝重疊，當時扮演犯了殺人重罪而入獄服刑的犯罪心理學家的尹啟相，為戲剃了非常短的三分頭，加上拍這麼凶狠強烈的戲時臉會變得兇惡，可能因為太辛苦拍完後顯得憔悴變老了，甚至出現黑眼圈，基於這些考量，本來不應該接下《第六感之吻》這樣的浪漫愛情戲，但是看了劇本之後，認為自己的階段也許難以再接到這類羅曼史了，起了出演的欲心而接演，因此拍攝初期戴著假髮演出，「不能讓人看出來，很擔心」，也對女主角徐智慧和劇組感到很抱歉[10]。頭髮稍微留長後，立即改以真髮示人，拍攝進入狀況之後，臉部線條柔和下來，逐漸恢復狀態。尹啟相說：「作為演員，上了年紀很好，但我也想念以前的樣子。所以當我發現能夠表達我現在所感受到的感性的劇本時，我會去參與這部作品。」「這部作品也是希望像禮物一樣，送給年輕時候想看尹啟相的人們。我想這有可能是最後的浪漫愛情戲。」[11]
- 尹啟相在消化劇本內容後，反覆思考了五感敏感會怎麼樣、好還是累，如果痛苦的話，會做什麼來彌補等等。結果，不存在原著中的戴墨鏡和耳機設定就此誕生。「將經過深思熟慮後找到的創意發送給導演和作家，一起製作的過程很有趣。」另外，還搜索了很多自己內在的敏豪角色，「如果覺得和敏豪差不多的話，就拉過來用」。[12]
- 李漢偉和金姬貞是繼MBC《心情好又暖》和KBS1《加油，我的人生》之後，第三度合作。
- 尹啟相和太仁鎬是繼tvN《傲骨賢妻》後第二度合作。
- 本劇改編自2019年連載於Naver Series的同名原著網路小說 （页面存档备份，存于），2021年4月起改編為同名網路漫畫 （页面存档备份，存于）刊登於Naver Webtoon（連載中），2022年5月改編為戲劇於Disney+播出。部分傳媒報導未能詳實查證，誤植本劇為網路漫畫所改編，事實上本劇與網漫俱為原著網路小說所改編，按照露出媒介的不同，各自詮釋、改編內容以吻合出版媒介的特性，故各出版品內容與角色設定上不盡相同，可各自視為獨立作品觀賞比較，增添不同樂趣。
- 原著網路小說作家GOTNYEO(Got W)在本劇上映後，親自發給劇組訊息表示：「對平時喜歡的演員尹啟相和徐智慧接演感到很榮幸」的感想。他表示：「在想像中出發的敏豪和藝述實際行動起來說話，感覺很神奇。被改編成比網路小說中的人物更成熟、更沉穩的人物，這一點也很好。」接着，「尹啟相、徐智慧兩位演員平時都很喜歡，能夠選出最適合改編角色的演員，感到非常榮幸和幸福」，表達了自己的粉絲心，「尹啟相演員生動地演繹了擁有99%刻薄和1%多情的敏豪。遇見徐智慧演員的藝述『帥氣』升級了」，「演技、導演、CG超乎我的期待，真的很高興」，傳達了觀賞後「開心幸福」的感情。[13]全劇完整上架終映後，亦在社群上發表感言表示感謝：「浪漫的結局總是顯而易見的⋯⋯作爲浪漫作家，苦惱着怎樣才能讓這個顯而易見的結局變得新鮮，從一開始就嘗試着提前向讀者和主人公們展示結局。」「很多人喜歡這個嘗試和素材，真的很幸福。再加上電視劇更加性感、成熟的角色和更加緊湊的故事情節、導演、ost等，豐富多彩地重新誕生，令人感動。」「從5月25日開始到今天6月29日爲止，每天都是像夢一樣幸福甜蜜的時間。能夠以比原作更升級的趣味看到另一種魅力的作品，感到非常高興和榮幸。」[14]

## 外部連結
- 在Disney+上觀看《第六感之吻》
- Daum上《第六感之吻》的資料
- 互联网电影数据库（IMDb）上《第六感之吻》的资料（英文）
- YouTube上的《第六感之吻》相關影片播放列表

| 臺灣 衛視中文台 星期一至五 21:00 - 22:00 | 臺灣 衛視中文台 星期一至五 21:00 - 22:00    | 臺灣 衛視中文台 星期一至五 21:00 - 22:00 |
| ---------------------------------------- | ------------------------------------------- | ---------------------------------------- |
|                                          | 第六感之吻 （2023年9月11日－2023年10月3日） |                                          |
| 紅丹心 （2023年8月9日－2023年9月10日）   | 女神降臨 （2023年10月4日－2023年10月24日）  |                                          |